# أحمد السلوم
أحمد صباح سلمان السلوم (مواليد السلمانية) سياسي ورجل أعمال ومؤلف وكاتب عمود بحريني. عضو في مجلس النواب من 12 ديسمبر 2018 عن الدائرة الخامسة في محافظة العاصمة.

## التعليم
درس في مدرسة المتنبي الابتدائية للبنين في القضيبية، ومدرسة النعيم الثانوية للبنين، وكان من أوائل طلاب الثانوية العامة في تخصص الفيزياء والرياضيات، وبالتالي حصل على بعثة من حكومة البحرين في الهندسة الكهربائية في جامعة البحرين. على الرغم من درجاته العالية، لم يجد نفسه في هذا التخصص واستطاع اقناع والدته بدراسة تخصص نظم المعلومات الإدارية.

## الحياة الشخصية
السلوم متزوج ولديه ثلاث بنات وهن فاطمة وزينب وآمنة.

## المسيرة المهنية
كان والده صديق مقرب من رئيس غرفة التجارة والصناعة السابق علي يوسف فخرو. منذ أن كان عمره ثمانية أعوام فقد كان يذهب مع والده إلى محل فخرو، وكانا يتكلمان عن الصفقات والمشاكل التجارية، وكان يركز في حواراتهما وكيف كان يقوم التاجر الكبير فخرو بإيجاد الحلول الصائبة والقرارات السليمة، ويحاول أن يكون همزة وصلة فعالة بين التجار وأصحاب القرار. بعد أن صار علي فخرو رئيسًا للغرفة، سافر معه في جولاته لغرفة التجارة والصناعة في الإحساء والكويت عندما كان يبلغ من العمر 12 سنة. والد السلوم لم يكن رجل أعمال بل موظف حكومي، بينما كان جده لأبيه ولأمه وأعمامه يعملون في التجارة.
تدرب في شركة البحرين لمطاحن الدقيق، وكان حينها فخرو رئيس مجلس الإدارة وفي ذلك الوقت كانوا يريدون الانتقال من المعاملات العادية إلى الأجهزة والأنظمة الحديثة لذلك اختار التدرب فيها، وكان من المفترض أن يكون التدريب شهرين فقط، ولكنه واصل لمدة عام تقريبًا وقام بتحويل دراسته من الصباحية إلى المسائية، ليتفرغ للعمل صباحا في الشركة. كان في كل بداية أسبوع ينتقل إلى إدارة مختلفة ليستطيع فهم كيفية العمل هناك.
اتجه للمبيعات وفتح خطوطًا للشركة للتصدير للخارج. اتفق مع مجموعة تجار يتعاملون مع الصومال، وفي ذلك الوقت كانت التعاملات هناك صعبة وقام بعقد صفقة بتزويد التجار بالطحين وبيعه على تجار الصومال، وفي المقابل يتم استيراد المواشي ويقوم الزبون الصومالي بفتح اعتماد بالبنك لحفظ الحق، كما بدأ التاجر الصومالي باستيراد العلف من الشركة.
من تركه العمل في شركة البحرين لمطاحن الدقيق قرر افتتاح تجارة خاصة به في عام 1998 لبيع أجهزة الهواتف، بعدها اتجه إلى الاستثمار في المطاعم والمقاهي. تولى مسؤولية تطوير الأعمال في المطاعم المتعثرة. من عام 2000 إلى عام 2005 تنقل بين عدة مشاريع غير مربحة، وفي عام 2006 اتجه إلى المشاريع العقارية.

## مجلس النواب
قرر دخول المعترك السياسي من خلال الترشح لعضوية مجلس النواب، عن الدائرة الانتخابية الخامسة في محافظة العاصمة. في الجولة الأولى التي أقيمت في 24 نوفمبر 2018 حصل على 1364 صوت بنسبة 42.64% مما استوجب إقامة جولة ثانية في 1 ديسمبر. قبل ليلة واحدة من بداية الجولة الثانية انتشر فيديو في وسائل التواصل الاجتماعي، يظهر فيه شقيق منافسه ناصر القصير وهو يقدم أجهزة كهربائية ومبالغ نقدية لناخبين مع القسم على المصحف بتصويتهم للقصير. في صباح اليوم التالي أكدت اللجنة العليا للإشراف على سلامة الانتخابات، على أن الدور الثاني للانتخابات في الدائرة الخامسة بمحافظة العاصمة لازال قائما بين المرشحين أحمد السلوم وناصر القصير، وذلك دونما إخلال بالإجراءات القانونية المتخذة في شأن الفيديو المتداول بدفع أموال. أثناء التصويت في الدائرة في 1 ديسمبر 2018 تدخلت قوات حفظ الأمن (الشغب) لفظ شباك ومشادات وقعت بين حملتي المرشحين، وذلك بسبب تبادل الاتهامات بشأن فيديو الرشوة الذي انتشر على نحو واسع ليلة الصمت الانتخابي مساء الجمعة. ضرب رجال الأمن طوق حول مكان التشاجر وتعاملوا باحترافية مع المتسببين بالشجار والذين كان أكثرهم من النساء. في الختام استطاع السلوم التغلب على القصير، الذي كان يشغل منصب النائب الأول لرئيس مجلس النواب في الفترة من 2014 إلى 2018 بحصوله على 1891 صوت بنسبة 69.17%.

## مؤلفات
كتاب المؤسسات الصغيرة: رؤية خاصة.